# Medaglia commemorativa per il terremoto in Irpinia e Basilicata
La medaglia commemorativa per il terremoto in Irpinia e Basilicata fu istituita in Italia con Ordinanza del Commissario Straordinario del Governo n. 335 del 21 giugno 1981, in favore di chi aveva partecipato alle operazioni di soccorso in Campania e Basilicata in occasione del sisma del 1980.
La medaglia è destinata al personale civile, militare e volontario, nonché ad enti, corpi ed organizzazioni pubbliche e private, anche stranieri, che abbia operato nelle zone terremotate per i seguenti periodi:
- cinque giorni dalla notte del 23 al 30 novembre 1980;
- dieci giorni fino al 15 dicembre 1980;
- venti giorni fino al 31 gennaio 1981;
- trenta giorni dal 31 gennaio 1981.